# K2-18b
K2-18b は、地球からしし座の方向に約124光年離れた位置にある赤色矮星 K2-18 の周囲を公転している太陽系外惑星である。ハビタブルゾーン内に位置する太陽系外惑星としては、史上初めて大気中から水蒸気が検出されたことで知られている。2023年には、地球上では生命由来で特に生成されることが知られているジメチルスルフィド（硫化ジメチル）が大気中に存在している可能性があるとする研究結果が公表され、2025年には実際に大気中にジメチルスルフィドが含まれていることが確認されたと公表されたが、これを地球外生命の存在を示す兆候と見做すには否定的な意見もある。

## 発見
K2-18bは2015年に、アメリカ航空宇宙局（NASA）が太陽系外惑星探査のために打ち上げたケプラー宇宙望遠鏡の延長ミッション「K2ミッション」による観測で発見された。K2ミッションも含めて、ケプラー宇宙望遠鏡は惑星が地球から見て主星の手前を通過する際に生じるわずかな主星の減光を観測することで惑星を発見する、トランジット法と呼ばれる観測方法で発見された。主星K2-18が太陽よりも小規模で暗い赤色矮星であるため、発見当初から大気を観測できる可能性があるとされていた。
2015年に発表された発見論文ではK2-18系までの距離は34 ± 4 パーセク（111 ± 13 光年）とされていたが、後にガイア計画による観測でK2-18系までの距離は38.025 ± 0.079 パーセク（124.0 ± 0.3 光年）に改められている。

## 特徴
| 海王星 | K2-18b    |
| ------ | --------- |
| 海王星 | Exoplanet |

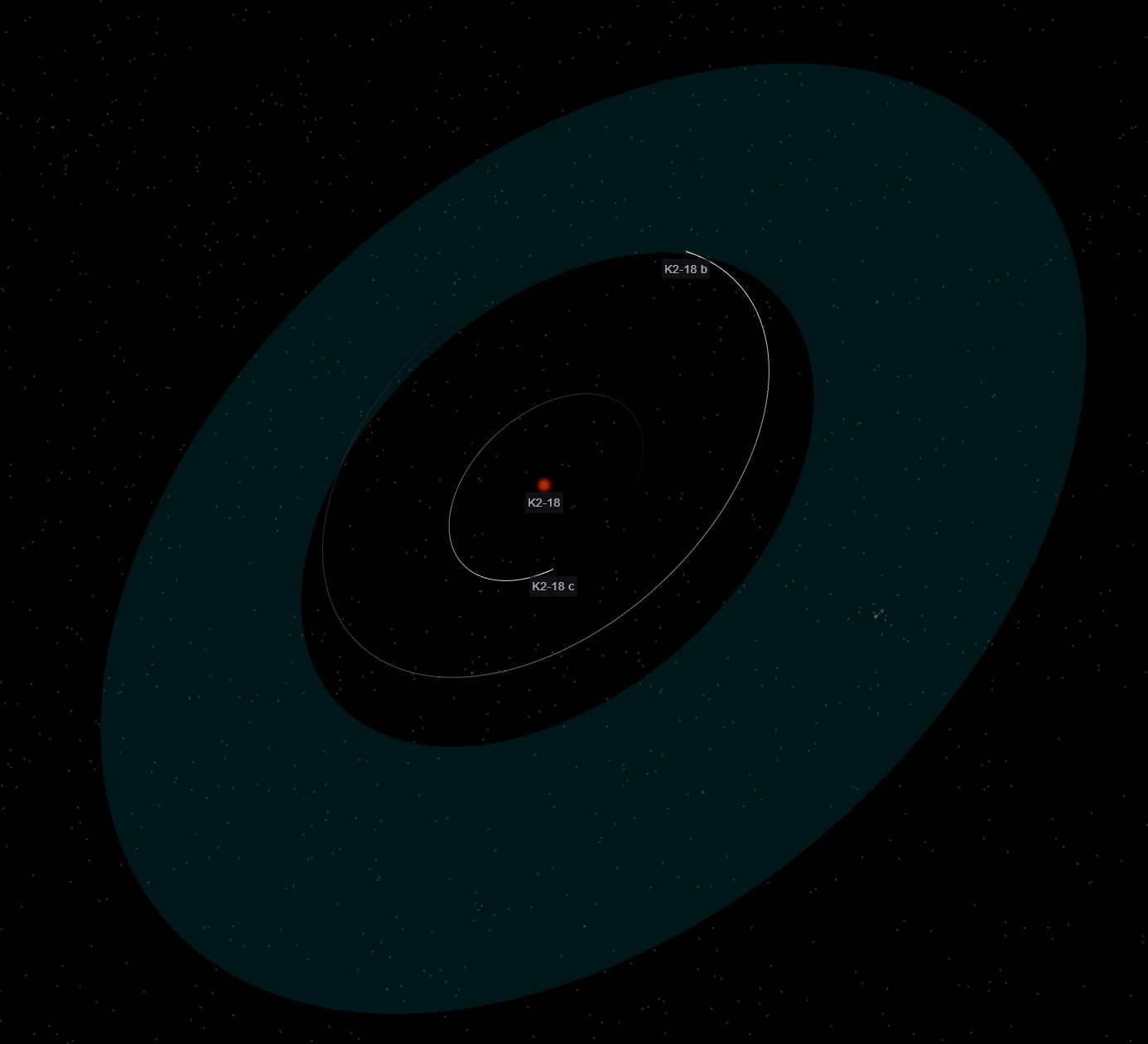
K2-18系の惑星の軌道とハビタブルゾーンの位置

高精度視線速度系外惑星探査装置（HARPS）などを用いた観測では、K2-18bの質量は地球の8.63倍、半径は2.711倍で、地球と海王星の中間の規模を持つ惑星とされている。表面の重力の強さは海王星（11.15 m/s2）とほぼ同等である。主星K2-18からは約2100万 km離れた軌道を約33日で公転しており、主星に近いためK2-18bは潮汐固定を起こしており、常に片面を主星K2-18に向けていると考えられている。この軌道は水が液体の状態で存在出来るK2-18のハビタブルゾーン内に位置していることが2017年に行われたスピッツァー宇宙望遠鏡による観測で判明している。2018年にCloutierらは発表した研究論文では表面温度は、265 K（-8℃）とされており、他の研究でもいずれも同程度の温度となっている。

## 大気の観測
先述の通り、2015年にK2-18bが発見された当初から主星K2-18の光度が小さいことから、地上の観測所と宇宙望遠鏡の両方でK2-18bの大気は将来的に観測しやすいとされていた。その後2019年9月に、ユニヴァーシティ・カレッジ・ロンドン（UCL）とモントリオール大学のそれぞれ別々の研究グループがほぼ同時期にK2-18bの大気中から水蒸気の存在を示す痕跡が検出されたという研究結果を発表した。前者のUCLのグループの研究論文は同年9月11日付で科学雑誌ネイチャーの姉妹誌であるネイチャーアストロノミーに掲載され、もう一方のモントリオール大学のグループの研究論文もarXivに投稿されている。
K2-18bの大気はK2-18bが主星の手前を通過する際に、惑星の大気中を通過した光を分光観測することでその大気中に水素やヘリウムに加えて、水蒸気が存在していることが確かめられた。分光観測にはどちらのグループもハッブル宇宙望遠鏡の広視野カメラ3による観測データが使用された。大気中から水蒸気が検出された事例はHD 209458 bやWASP-12bなどが知られていたが、これらはいずれも恒星から至近距離を公転する木星規模の大きな惑星であった。しかしK2-18bの大気から水蒸気が検出されたことにより、K2-18bは「ハビタブルゾーン内を公転する惑星としては」初めて大気から水蒸気が検出された惑星となった。UCLの分析ではこの観測結果が事実である確率は99.97%と算出されている。大気中における詳細な水蒸気の割合は分かっていないが、UCLの研究グループはその割合は20 - 50%に及ぶとしているが、別のケースでは0.1 - 12.5%になると示している。大気中に水蒸気が含まれていることから、モントリオール大学側の研究グループを率いている Björn Benneke は地球上と同じように雨や雲を介した小さな水循環が起きているかもしれないと述べている。
史上初めてハビタブルゾーン内を公転する惑星の大気から水蒸気が検出されたことから、K2-18bは大きな注目を集めた。しかし、一部の報道やNASAの発表ではK2-18bは地球よりも数倍大きな質量を持つ岩石惑星スーパー・アースや地球型惑星と報じられているが、京都大学が運用している太陽系外惑星データベース「Extrasolar Planet's Catalogue」ではK2-18bは「サブ・ネプチューン（sub-Neptune）」と呼ばれる海王星よりも小型のガス惑星に分類されている。液体の水から成る海を保有するには地球のようなはっきりとした岩石から成る硬い表面が存在している必要があるが、実際にK2-18bほどの規模を持つ惑星がそのようなはっきりとした表面を持つか、あるいは海王星のように分厚い大気を抱えるガス惑星なのかを判断するのは困難とされる。中にはK2-18bを「ハビタブル惑星（Habitable planet）」と報じているものもあるが、ハビタブル惑星とは「生命が生存可能で、水が液体として存在できる適度な温度と気圧を持つ地球型惑星」とされているため、現時点ではK2-18bをハビタブル惑星と断定することはできない。はっきりとした表面を持つかどうかが不明瞭で、さらに主星がフレアなどの強い放射線を放出する恒星活動が活発な赤色矮星で、強い放射線の影響を受けている可能性が高く、仮にはっきりとした表面や液体の水が存在していたとしても地球とは大きく環境が異なるとされており、K2-18bでの地球上で考えられるような生命の存在は困難になるという懸念もある。UCL側の研究グループを率いている Angelos Tsiaras はK2-18bは「第2の地球ではない」「当初から地球のような惑星ではなかった」と述べている。
とはいえ、ハビタブルゾーン内にある太陽系外惑星の大気から水蒸気が検出されたことは非常に大きな発見であり、惑星がどのようにして形成されたのかを調べる手がかりになり得るとされている。K2-18bは2021年に打ち上げられたジェイムズ・ウェッブ宇宙望遠鏡や2028年打ち上げ予定のARIELの理想的な観測対象になると両方の研究グループは述べており、これらの望遠鏡のどちらも太陽系外惑星の大気組成を調べることができる機器を搭載している。
2023年に公表された研究では、大気中からメタンと二酸化炭素が大気中から検出された一方でアンモニアが検出されなかった点が、K2-18bが水素が豊富な分厚い大気を持つもその下に水で出来た海洋が広がっているハイセアン惑星であるとする仮説を支持する結果になったと報告されている。

### ジメチルスルフィドの検出と批判

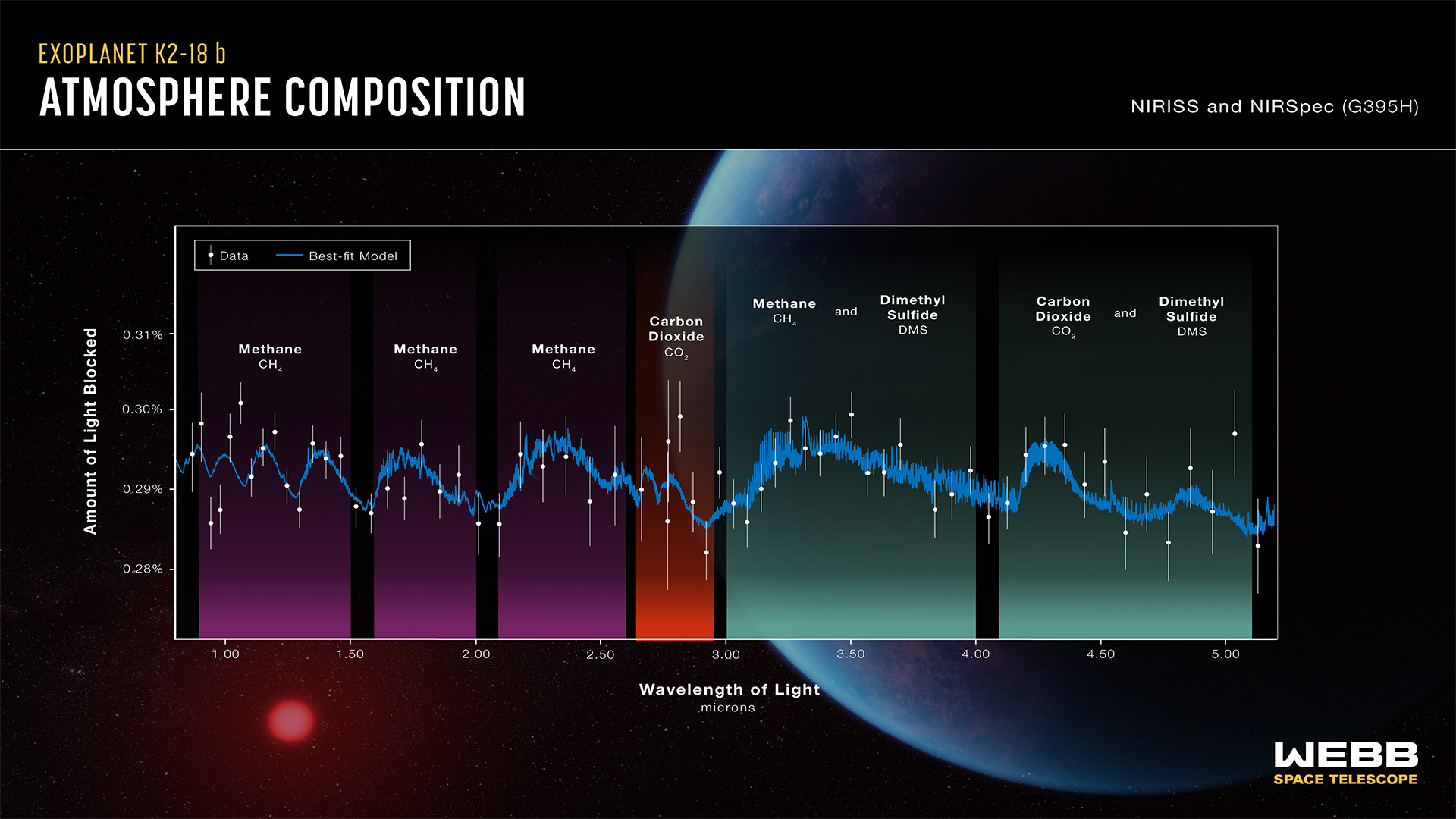
ジェイムズ・ウェッブ宇宙望遠鏡による観測で得られたK2-18bの分光スペクトル。縦軸がK2-18bの大気で吸収された主星からの光の割合、横軸は波長の長さを指している。

2023年9月、アメリカ航空宇宙局 (NASA) はジェイムズ・ウェッブ宇宙望遠鏡によるK2-18bの大気の分光観測から、K2-18bの大気中にメタンと二酸化炭素が含まれており、さらにジメチルスルフィド（DMS、硫化ジメチルとも）も存在している可能性があると発表した。このジメチルスルフィドは、地球上では生物由来でしか生成されないことが知られている有機硫黄化合物であり、地球の大気中に含まれるジメチルスルフィドの大部分は海洋環境の植物プランクトンから放出されているため、ジメチルスルフィドは潜在的なバイオシグネチャーとなる可能性がある。しかし、この分析結果は完全に確定したものではなく、今後も検証を行う必要があるとされた。研究を行ったグループを率いるケンブリッジ大学の Nikku Madhusudhan は、2020年に金星の大気から有機化合物であるホスフィンが検出されたと報告されるもその後に疑義を呈する研究が発表されたことを受け、今回の分析結果を裏付けるには更なるデータが必要だろうと慎重な態度を見せている。研究チームは今後もジェイムズ・ウェッブ宇宙望遠鏡に搭載されている観測機器を用いて追加の観測を行うとしていた。
そして2025年4月、2023年にジメチルスルフィドの検出を主張した Nikku Madhusudhan が率いる研究チームは、ジェイムズ・ウェッブ宇宙望遠鏡に搭載されている中間赤外線観測装置 (MIRI) の観測から、K2-18b の大気中に 3σ の有意性でジメチルスルフィドもしくはジメチルジスルフィド (DMDS) が実際に含まれていることを確認したとする研究結果を公表した。大気中に含まれるジメチルスルフィドの量は地球の数千倍と考えられており、これはジメチルスルフィドが崩壊までの時間が短い分子であることを考慮すると継続的に大気中へジメチルスルフィドを生成し続ける何かしらの機構が存在していることを示唆している。この発表はプレスリリースにおいて「太陽系外におけるこれまでで最も強力な生命活動の兆候」と称され、複数のメディアでもこの発見について同様の見出しで報道された。しかし、科学記者の Joel Achenbach は、この研究結果について NASA から「今回のような単一の潜在的なバイオシグネチャーの検出だけでは地球外生命を発見したとはいえず、複数の独立したデータが必要になる可能性が高い」と伝えられたと自身のBlueskyのアカウントにて投稿しており、また、惑星科学者の Sarah Hörst は、ジメチルスルフィドが非生命由来でも生成されうる可能性を指摘しており、今回のジメチルスルフィドの検出をバイオシグネチャーと見做す主張を否定している。天文雑誌のアストロノミーは、実際に2024年以降に非生命由来の環境でジメチルスルフィドが確認された事例として、67P/チュリュモフ・ゲラシメンコ彗星や、研究室内で擬似的に発生させた靄に紫外線を照射する室内実験、星間空間にあるガスや塵から検出された研究を例示しており、ジメチルスルフィドが地球外生命の存在を示す明確な兆候であるという論調に疑義を呈している。